# Moulin de Séréac
Le moulin à vent de Séréac est situé  sur la route « Moulin de Séréac », au sud de la route nationale 165, à  Arzal dans le Morbihan.

## Historique
Le moulin à vent de Séréac fait l’objet d’un classement au titre des monuments historiques depuis le 22 août 1937.

## Architecture
Ce moulin de type tour, ancien moulin seigneurial, a été construit en 1653 et rénové en 1977. 